# ورزشگاه نقش جهان
ورزشگاه نقش جهان ورزشگاهی چندمنظوره با گنجایش ۷۵٬۰۰۰ تماشاگر در اصفهان، ایران است. این ورزشگاه، دومین ورزشگاه بزرگ ایران به‌شمار می‌رود. در پایان دههٔ ۱۳۸۰، با توجه به روابط ایران و چین، ساخت این ورزشگاه به شرکتی چینی واگذار شد.

## پیشینه
طرح ورزشگاه نقش جهان که نخست با نام‌های ورزشگاه بزرگ یا ورزشگاه المپیک شناخته می‌شد، در سال ۱۳۶۷ تعریف و کلنگ آن پس از ایجاد مؤسسه‌ای به نام ورزشگاه بزرگ به منظور پیگیری مراحل ساخت آن، در سال ۱۳۶۸ توسط مدیرعامل وقت این مؤسسه به زمین زده شد. فعالیت‌های آغازین ساخت این ورزشگاه از سال ۱۳۷۲ شروع شد و با خاکبرداری در سال ۱۳۷۴ ادامه پیدا کرد و در ۲۹ مرداد ۱۳۷۵ عملیات اجرایی این ورزشگاه آغاز شد.
فاز نخست این ورزشگاه در سال ۱۳۸۱ افتتاح شد و فقط برای مسابقات فوتبال مورد استفاده قرار می‌گرفت که تیم سپاهان در سال‌های ۱۳۸۱ تا ۱۳۸۶ بازی‌های خانگی خود را در این ورزشگاه برگزار می‌کرد. در سال ۱۳۸۶ این ورزشگاه برای ساخت فاز دوم تعطیل شد.
در ۸ آذر ۱۳۹۳، وزارت ورزش و جوانان، مدیریت اجرایی ورزشگاه نقش جهان را برای تکمیل و بهره‌برداری آن به مجتمع فولاد مبارکه واگذار کرد. این ورزشگاه پس از بهره‌برداری، به مدت ۲۰ سال به باشگاه سپاهان واگذار شده است.
تیم فوتبال سپاهان در این ورزشگاه قهرمانی در لیگ برتر و قهرمانی جام حذفی را نیز تجربه کرده است.
فاز دوم این ورزشگاه پس از گذشت بیش از ۹ سال تعطیلی، در تاریخ ۱۲ آبان ماه سال ۱۳۹۵ با حضور اسحاق جهانگیری، معاون اول وقت رئیس‌جمهور و مسعود سلطانی‌فر، وزیر وقت ورزش افتتاح شد. این ورزشگاه به عنوان یکی از مدرن‌ترین ورزشگاه‌های استاندارد ایران با گنجایش ۷۵ هزار نفر جمعیت در شمال شهر اصفهان احداث شده است.
ساختار و معماری این ورزشگاه، به ورزشگاه سن نیکولا در شهر باری ایتالیا شباهت دارد.

### مشکلات سازه و عدم تأیید از سوی AFC در سال ۱۳۹۹
در آبان ۱۳۹۹ اعلام شد که ورزشگاه نقش جهان مشکلات بسیاری برای دریافت مجوز حرفه‌ای و تأیید کنفدراسیون فوتبال آسیا دارد. همچنین اعلام شد که این ورزشگاه، از دیدگاه ایمنی و امنیت، مشکل دارد و طبقهٔ دوم استادیوم از سوی ای‌اف‌سی تأیید نشده است. همچنین تا این سال، سازندگان این ورزشگاه، با وجود ورود تماشاگران، سازه ایمن در در ورزشگاه ایجاد نکرده بودند. بر اساس گزارش آبان ۱۳۹۹، این ورزشگاه فاقد هرگونه: سازه ایمن، پله‌های خروج ضروری و ایمنی در برابر بلایای گوناگون است. از دیگر چرایی‌های تأیید نشدن ورزشگاه توسط کنفدراسیون فوتبال آسیا، پایان عمر مفید سازه، به دلیل طولانی شدن زمان ساخت و تغییر در استانداردهای بین‌المللی است.

## دسترسی و جغرافیا
ورزشگاه نقش جهان در شمال شهر اصفهان در اتوبان کاوه بلوار فرزانگان و در مجاورت پارک جنگلی(باغ فدک)و بین دو شهر اصفهان و دولت‌آباد (برخوار) قرار دارد که بخشی از زمین آن در حوزه استحفاظی دولت‌آباد و بخشی دیگر در اصفهان است.

## ویژگی‌های فنی و امکانات
- فرم ورزشگاه: بیضی شکل (در دو طبقه)
- ظرفیت طبقه اول: ۴۲ هزار نفر
- ظرفیت طبقه دوم: ۳۳ هزار نفر
- مساحت کل ورزشگاه بر روی پلات فرم: به ابعاد ۳۰۰*۳۵۰ و به مساحت کل ۱۰۳۲۵۰ متر مربع *(۱۰ هکتار)
- جاده اختصاصی ویژه ورزشگاه: به صورت دو باند مجزا به طول ۱۳۰۰ متر

### امکانات پیش‌بینی شده در طبقه اول
- زمین چمن طبیعی با زهکشی مجموعاً به وسعت ۱۱ هزار متر مربع
- چهار ورودی جهت ورزشکاران، تماشاگران و بخش امور اداری و جایگاه ویژه
- پیست دو و میدانی ۸ باندی (تارتان) به وسعت ۶ هزار متر مربع
- پیست ورزش‌های ۷ گانه
- تونل ماراتن با شیب ۵ درصد به طول ۱۱۰ متر
- فضاهای اداری و امکانات پیش‌بینی شده زیر گرادان‌ها (سکوها) ۷ هزار متر مربع
- امکانات پیش‌بینی شده زیر گرادان‌ها (سکوها)
- دفاتر هیئت‌های ورزشی، رختکن اختصاصی داوران، رختکن اختصاصی مربیان، رختکن ویژه چهار تیم ورزشی، بهداری، اتاق تست دوپینگ و تقلیل وزن، تریا، انتظامات، رختکن ویژه دو تیم معلولان، سرویس‌های بهداشتی و انبار.

### امکانات پیش‌بینی شده زیر قارچ‌های طبقه دوم
- سالن‌های ورزشی تمرینی جهت ورزشکاران قبل از مسابقه: دو سالن والیبال و بسکتبال به مساحت ۷۸۰ مترمربع
- سالن‌های ورزشی تمرینی کوچک: دارای رختکن، سونا، سالن تنیس روی میز و سالن ژیمناستیک به مساحت ۹۰۰ متر مربع
- ورودی‌های تماشاگران و راه پله‌ها برای دسترسی به طبقه دوم[۱۸]

## حواشی

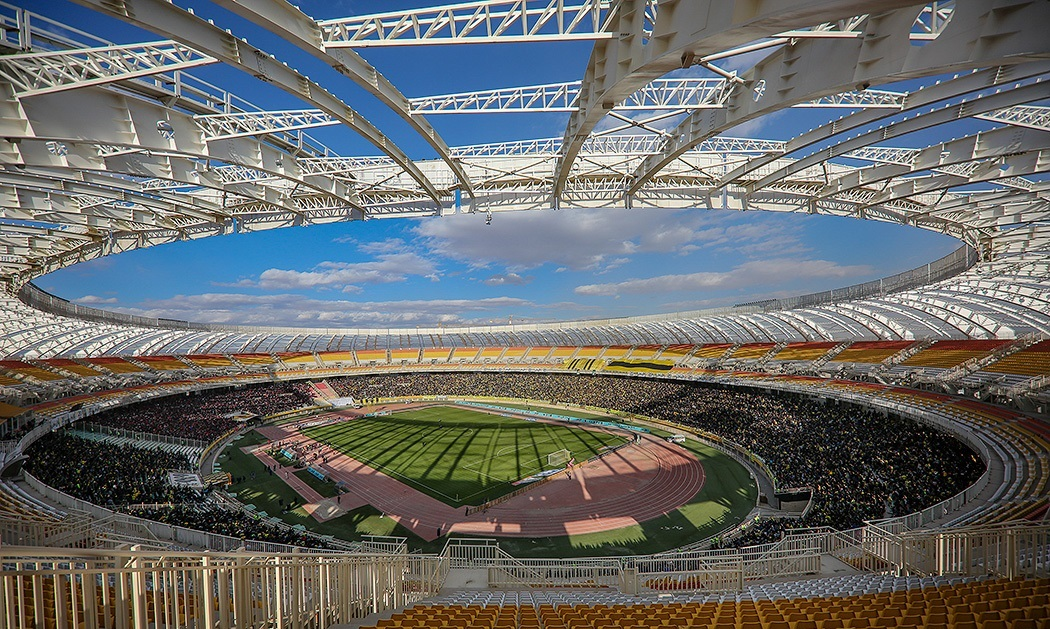
ورزشگاه نقش جهان از زاویه دیگر

از سردیس قاسم سلیمانی در تاریخ ۲۱ دی ۱۳۹۹ با حضور مدیرعامل باشگاه فولاد مبارکه سپاهان، محمدرضا ساکت پیش از بازی این تیم با تیم فوتبال فولاد خوزستان در جریان رقابت‌های لیگ برتر ایران رونمایی شد.
در جریان مسابقات لیگ قهرمانان آسیا ۲۴–۲۰۲۳، درحالی‌که سپاهان در این ورزشگاه میزبان تیم فوتبال الاتحاد عربستان بود، علیرغم حضور این تیم در رختکن ورزشگاه، بازیکنان و نمایندگان این تیم حاضر به ورود به زمین بازی نشدند. در نتیجهٔ این اتفاق، داور بازی سوت پایان بازی را به صدا درآورد.
پس از این، حدس و گمان‌ها راجع به دلیل عدم حضور این تیم در بازی آغاز شد. رسانه‌های رسمی جمهوری اسلامی معتقد بودند که به دلیل عدم حضور تیم الاتحاد در بازی، این بازی با نتیجه سه بر صفر به سود سپاهان به پایان می‌رسد. در نتیجهٔ رأی فدراسیون فوتبال آسیا، سپاهان اصفهان پس از جریمه ۲۰۰ هزار دلاری و سه بر صفر بازنده شدن در یک بازی انجام نشده به علیرغم اعلام خبرگزاری‌های جمهوری اسلام مبنی بد عدم جابجایی سردیس قاسم سلیمانی، حذف سردیس قاسم سلیمانی تن داد تا از الهلال عربستان میزبانی کند. پس از حواشی مذکور، این سردیس پیش از ۲۶ بهمن ۱۴۰۲ از این ورزشگاه حذف شد.

## رسانه‌ها
دیدار تدارکاتی سپاهان و زنیت در سال ۱۴۰۱ ورزشگاه به بانوان اصفهانی اجازه ورود نداد ولی مدیران زنان روسی را روی صندلی‌ها راه دادند در روزنامه‌های ایرانی بازتاب داشت.

## دارندهٔ مجموعه و تبلیغات و بازرگانی

### دارنده
در ۲۳ آذر ۱۳۹۹، مالکیت ورزشگاه به فولاد مبارکه سپاهان واگذار شد. این واگذاری، در راستای انجام پیش‌نیازهای حرفه‌ای AFC انجام شد و به شکل نهایی است.